# Bill Zuckert
Bill Zuckert (New York, 18 dicembre 1915 – Los Angeles, 23 gennaio 1997) è stato un attore statunitense.
Ha recitato in oltre 30 film dal 1947 al 1994 ed è apparso in oltre 180 produzioni televisive dal 1954 al 1996. È stato accreditato anche con i nomi Billy Zuckert, William Zuckert e Bill Zukert.

## Biografia
Bill Zuckert nacque a New York, in, il 18 dicembre 1915. Cominciò a lavorare come interprete per numerosi radiodrammi dagli anni 40.
Per la televisione, interpretò, tra gli altri, il ruolo di Arthur Bradwell in 6 episodi della serie televisiva Mr. Novak dal 1964 al 1965, del capitano Segal in 9 episodi della serie Capitan Nice nel 1967, di Harold Heiger in due episodi della serie Tre nipoti e un maggiordomo dal 1967 al 1968, di E.Y. Yarnell in tre episodi della serie Room 222 dal 1969 al 1971 e numerosi altri personaggi secondari o ruoli da guest star in molti episodi di serie televisive dagli anni 50 agli anni 90. Per il cinema ha interpretato Mr. Finkle nel film Ace Ventura - L'acchiappanimali del 1994 e il sindaco Gilchrist in Guai con le ragazze del 1969.
La sua ultima apparizione sul piccolo schermo avvenne nell'episodio Living on the Streets Can Be Murder della serie televisiva Detective in corsia, andato in onda il 16 febbraio 1996, che lo vede nel ruolo di Whit Sterling, mentre per il grande schermo l'ultima interpretazione risale al film Una pallottola spuntata 33⅓ - L'insulto finale del 1994.
Morì a Woodland Hills, in California, il 23 gennaio 1997.

## Filmografia

### Cinema
- Il bacio della morte (Kiss of Death), regia di Henry Hathaway (1947)
- Strategia di una rapina (Odds Against Tomorrow), regia di Robert Wise (1959)
- Ada Dallas (Ada), regia di Daniel Mann (1961)
- Uno scapolo in paradiso (Bachelor in Paradise), regia di Jack Arnold (1961)
- Pugno proibito (Kid Galahad), regia di Phil Karlson (1962)
- L'impero dell'odio (Black Gold), regia di Leslie H. Martinson (1963)
- Il corridoio della paura (Shock Corridor), regia di Samuel Fuller (1963)
- I 4 di Chicago (Robin and the 7 Hoods), regia di Gordon Douglas (1964)
- Cincinnati Kid (The Cincinnati Kid), regia di Norman Jewison (1965)
- Impiccalo più in alto (Hang 'Em High), regia di Ted Post (1968)
- Guai con le ragazze (The Trouble with Girls), regia di Peter Tewksbury (1969)
- I temerari (The Gypsy Moths), regia di John Frankenheimer (1969)
- Quel fantastico assalto alla banca (The Great Bank Robbery), regia di Hy Averback (1969)
- The Comic, regia di Carl Reiner (1969)
- Tora! Tora! Tora!, regia di Richard Fleischer, Kinji Fukasaku e Toshio Masuda (1970)
- How to Frame a Figg, regia di Alan Rafkin (1971)
- L'ultimo eroe del West (Scandalous John), regia di Robert Butler (1971)
- Mezzogiorno e mezzo di fuoco (Blazing Saddles), regia di Mel Brooks (1974)
- The Sky's the Limit, regia di Tom Leetch (1975)
- L'uomo più forte del mondo (The Strongest Man in the World), regia di Vincent McEveety (1975)
- W.C. Fields and Me, regia di Arthur Hiller (1976)
- Stupro (Lipstick), regia di Lamont Johnson (1976)
- F.I.S.T., regia di Norman Jewison (1978)
- Loose Shoes, regia di Ira Miller (1978)
- Born Again, regia di Irving Rapper (1978)
- Legend of the Northwest, regia di Rand Brooks (1978)
- Hangar 18, regia di James L. Conway (1980)
- Bastano tre per fare una coppia (Seems Like Old Times), regia di Jay Sandrich (1980)
- Chattanooga Choo Choo, regia di Bruce Bilson (1984)
- Snowballing, regia di Charles E. Sellier Jr. (1984)
- Il sogno della città fantasma (Little Treasure), regia di Alan Sharp (1985)
- Senza un colpo in canna (Under the Gun), regia di James Sbardellati (1988)
- Critters 3, regia di Kristine Peterson (1991)
- Alien Intruder, regia di Ricardo Jacques Gale (1993)
- Bank Robber, regia di Nick Mead (1993)
- Ace Ventura - L'acchiappanimali (Ace Ventura: Pet Detective), regia di Tom Shadyac (1994)
- Una pallottola spuntata 33⅓ - L'insulto finale (Naked Gun 33 1/3: The Final Insult), regia di Peter Segal (1994)

### Televisione
- I Cover Times Square – serie TV, episodio 1x01 (1950)
- Gang Busters – serie TV, episodio 1x16 (1952)
- The Web – serie TV, episodio 4x19 (1954)
- The Man Behind the Badge – serie TV, episodi 1x15-1x29 (1954)
- Tom Corbett, Space Cadet (1955)
- Goodyear Television Playhouse – serie TV, episodio 4x21 (1955)
- The Honeymooners – serie TV, episodio 1x18 (1956)
- The Kaiser Aluminum Hour – serie TV, episodio 1x03 (1956)
- Armstrong Circle Theatre – serie TV, episodio 7x12 (1957)
- Men of Annapolis – serie TV, episodio 1x07 (1957)
- The Big Story – serie TV, 4 episodi (1956-1957)
- Kraft Television Theatre – serie TV, episodio 10x40 (1957)
- The Alcoa Hour – serie TV, episodio 2x27 (1957)
- Una donna poliziotto (Decoy) – serie TV, episodio 1x06 (1957)
- The Gift of the Magi, regia di George Schaefer (1958)
- La città in controluce (Naked City) – serie TV, episodio 1x01 (1958)
- Deadline (1959)
- The Million Dollar Incident, regia di Norman Jewison (1961)
- Hawaiian Eye – serie TV, episodio 2x27 (1961)
- The Investigators – serie TV, episodio 1x04 (1961)
- The Witness – serie TV, episodio 1x16 (1961)
- Lock Up – serie TV, episodio 2x36 (1961)
- Corruptors (Target: The Corruptors) – serie TV, episodio 1x02 (1961)
- Frontier Circus – serie TV, episodio 1x07 (1961)
- The Rifleman – serie TV, episodio 4x09 (1961)
- 87ª squadra (87th Precinct) – serie TV, episodio 1x11 (1961)
- Lawman – serie TV, episodio 4x13 (1961)
- Hennesey – serie TV, episodio 3x24 (1962)
- Saints and Sinners – serie TV, episodio 1x02 (1962)
- Cheyenne – serie TV, episodio 7x02 (1962)
- Stoney Burke – serie TV, episodio 1x02 (1962)
- The Donna Reed Show – serie TV, episodio 5x08 (1962)
- The New Breed – serie TV, episodio 1x35 (1962)
- Io e i miei tre figli (My Three Sons) – serie TV, episodi 2x32-7x19 (1962-1967)
- Gli intoccabili (The Untouchables) – serie TV, episodio 4x02-4x14 (1962-1963)
- Gunsmoke – serie TV, 5 episodi (1962-1971)
- Ai confini della realtà (The Twilight Zone) – serie TV, episodio 4x04 (1963)
- Dennis the Menace – serie TV, episodio 4x20 (1963)
- Sam Benedict – serie TV, episodio 1x23 (1963)
- G.E. True – serie TV, episodi 1x21 (1963)
- Combat! – serie TV, episodio 1x27 (1963)
- Undicesima ora (The Eleventh Hour) – serie TV, episodio 1x26 (1963)
- Dakota (The Dakotas) – serie TV, episodio 1x16 (1963)
- Our Man Higgins – serie TV, episodio 1x31 (1963)
- La legge del Far West (Temple Houston) – serie TV, episodio 1x01 (1963)
- L'ora di Hitchcock (The Alfred Hitchcock Hour) – serie TV, episodio 2x07 (1963)
- Indirizzo permanente (77 Sunset Strip) – serie TV, episodi 5x22-5x36-6x10 (1963)
- Il mio amico marziano (My Favorite Martian) – serie TV, episodio 1x16 (1964)
- The Greatest Show on Earth – serie TV, episodio 1x20 (1964)
- Suspense – serie TV, episodio 1x01 (1964)
- Grindl – serie TV, episodi 1x01-1x31 (1963-1964)
- The Farmer's Daughter – serie TV, episodio 1x35 (1964)
- The Bing Crosby Show – serie TV, episodio 1x09 (1964)
- Lassie – serie TV, episodi 10x16-11x13 (1964)
- No Time for Sergeants – serie TV, episodi 1x02-1x27 (1964-1965)
- Mr. Novak – serie TV, 6 episodi (1964-1965)
- Perry Mason – serie TV, 4 episodi (1962-1965)
- Slattery's People – serie TV, episodio 2x06 (1965)
- Get Smart – serie TV, episodio 1x06 (1965)
- Cavaliere solitario (The Loner) – serie TV, episodio 1x07 (1965)
- A Man Called Shenandoah – serie TV, episodio 1x07 (1965)
- Hank – serie TV, episodio 1x08 (1965)
- Per favore non mangiate le margherite (Please Don't Eat the Daisies) – serie TV, episodi 1x02-1x11-1x12 (1965)
- The Wackiest Ship in the Army – serie TV, 6 episodi (1965)
- Ben Casey – serie TV, episodio 5x14 (1965)
- Polvere di stelle (Bob Hope Presents the Chrysler Theatre) – serie TV, episodio 3x09 (1965)
- Peyton Place – soap opera, episodio 2x48 (1965)
- Il dottor Kildare (Dr. Kildare) – serie TV, episodi 2x19-5x41 (1963-1966)
- Twelve O'Clock High – serie TV, episodio 2x25 (1966)
- Gidget – serie TV, episodio 1x30 (1966)
- Hazel – serie TV, 5 episodi (1961-1966)
- Il fuggiasco (The Fugitive) – serie TV, 5 episodi (1963-1966)
- Capitan Nice (Captain Nice) – serie TV, 9 episodi (1967)
- I sentieri del west (The Road West) – serie TV, episodio 1x29 (1967)
- Iron Horse – serie TV, episodio 2x03 (1967)
- Gli invasori (The Invaders) – serie TV, episodio 2x06 (1967)
- La grande vallata (The Big Valley) – serie TV, episodio 3x10 (1967)
- The Second Hundred Years – serie TV, episodio 1x12 (1967)
- Cimarron Strip – serie TV, episodio 1x12 (1967)
- Tre nipoti e un maggiordomo (Family Affair) – serie TV, episodi 1x21-2x16 (1967-1968)
- Al banco della difesa (Judd for the Defense) – serie TV, episodio 1x19 (1968)
- La fattoria dei giorni felici (Green Acres) – serie TV, episodio 3x20 (1968)
- Batman – serie TV, episodio 3x25 (1968)
- Star Trek – serie TV, episodio 3x06 (1968)
- Il grande teatro del west (The Guns of Will Sonnett) – serie TV, episodi 2x17-2x18 (1969)
- Selvaggio west (The Wild Wild West) – serie TV, episodi 2x14-4x23 (1966-1969)
- The Bill Cosby Show – serie TV, episodio 1x06 (1969)
- Lancer – serie TV, episodio 2x08 (1969)
- Secrets of the Pirates' Inn, regia di Gary Nelson (1969)
- Hawaii squadra cinque zero (Hawaii Five-O) – serie TV, episodi 1x19-1x20-2x12 (1969)
- Bracken's World – serie TV, episodio 1x10 (1970)
- Death Valley Days – serie TV, 10 episodi (1963-1970)
- La tata e il professore (Nanny and the Professor) – serie TV, episodio 1x07 (1970)
- Arrivano le spose (Here Come the Brides) – serie TV, 4 episodi (1968-1970)
- Reporter alla ribalta (The Name of the Game) – serie TV, episodio 3x01 (1970)
- The Bold Ones: The Senator – serie TV, episodio 1x02 (1970)
- Vita da strega (Bewitched) – serie TV, episodio 7x04 (1970)
- Uomini di legge (Storefront Lawyers) – serie TV, episodi 1x01-1x08 (1970)
- Il virginiano (The Virginian) – serie TV, 5 episodi (1962-1970)
- The Challenge, regia di George McCowan (1970)
- Hitched, regia di Boris Sagal (1971)
- The Strange Monster of Strawberry Cove, regia di Jack Shea (1971)
- Ellery Queen: Don't Look Behind You, regia di Barry Shear (1971)
- To Rome with Love – serie TV, episodio 2x21 (1971)
- Love, American Style – serie TV, episodio 2x22 (1971)
- Room 222 – serie TV, episodi 1x06-2x15-2x26 (1969-1971)
- Gli orsacchiotti di Chicago (The Chicago Teddy Bears) – serie TV, episodio 1x09 (1971)
- Monty Nash – serie TV, episodio 1x13 (1971)
- Bonanza – serie TV, 5 episodi (1961-1972)
- Mod Squad, i ragazzi di Greer (The Mod Squad) – serie TV, 4 episodi (1969-1972)
- F.B.I. (The F.B.I.) – serie TV, 6 episodi (1965-1972)
- Family Flight, regia di Marvin J. Chomsky (1972)
- Cuori incrociati (The Crooked Hearts), regia di Jay Sandrich (1972)
- Trouble Comes to Town, regia di Daniel Petrie (1973)
- Bachelor-at-Law, regia di Jay Sandrich (1973)
- Una ragazza molto brutta (The Girl Most Likely to...), regia di Lee Philips – film (1973)
- Temperatures Rising – serie TV, episodio 1x15 (1973)
- I nuovi medici (The Bold Ones: The New Doctors) – serie TV, episodio 4x13 (1973)
- Il dottor Jamison (The Brian Keith Show) – serie TV, episodio 1x17 (1973)
- Hec Ramsey – serie TV, episodio 1x05 (1973)
- Kojak – serie TV, episodio 1x00 (1973)
- Il mago (The Magician) – serie TV, episodio 1x03 (1973)
- La famiglia Partridge (The Partridge Family) – serie TV, episodi 3x07-4x07 (1972-1973)
- Love Story – serie TV, episodio 1x04 (1973)
- La costola di Adamo (Adam's Rib) – serie TV, episodio 1x09 (1973)
- Griff – serie TV, episodio 1x12 (1974)
- Le strade di San Francisco (The Streets of San Francisco) – serie TV, episodio 2x20 (1974)
- Difesa a oltranza (Owen Marshall, Counselor at Law) – serie TV, episodio 3x19 (1974)
- Rhoda – serie TV, episodio 1x01 (1974)
- Chico (Chico and the Man) – serie TV, episodio 1x02 (1974)
- La casa nella prateria (Little House on the Prairie) – serie TV, episodio 1x03 (1974)
- Dove corri Joe? (Run, Joe, Run) – serie TV, episodio 1x08 (1974)
- Mannix – serie TV, episodio 8x08 (1974)
- The F.B.I. Story: The FBI Versus Alvin Karpis, Public Enemy Number One, regia di Marvin J. Chomsky (1974)
- Ironside – serie TV, 4 episodi (1971-1975)
- Disneyland – serie TV, 8 episodi (1969-1975)
- Karen – serie TV, episodio 1x04 (1975)
- A tutte le auto della polizia (The Rookies) – serie TV, episodi 2x20-4x04 (1974-1975)
- Mary Tyler Moore Show (Mary Tyler Moore) – serie TV, episodio 6x05 (1975)
- Mobile One – serie TV, episodio 1x06 (1975)
- Cannon – serie TV, episodi 2x24-3x03-5x07 (1973-1975)
- Agenzia Rockford (The Rockford Files) – serie TV, episodio 2x11 (1975)
- Doctors' Hospital – serie TV, episodio 1x12 (1976)
- Maude – serie TV, episodi 1x16-4x16 (1973-1976)
- Jigsaw John – serie TV, episodio 1x05 (1976)
- Poliziotto di quartiere (The Blue Knight) – serie TV, episodio 1x10 (1976)
- In casa Lawrence (Family) – serie TV, episodio 1x05 (1976)
- Gemini Man – serie TV, episodio 1x11 (1976)
- Sulle strade della California (Police Story) – serie TV, episodio 4x11 (1976)
- Alla conquista del West (The Macahans), regia di Bernard McEveety – film TV (1976)
- Incredible Rocky Mountain Race, regia di James L. Conway (1977)
- Future Cop – serie TV, episodi 1x02-1x03-1x05 (1977)
- Washington: Behind Closed Doors – serie TV, episodio 1x03 (1977)
- L'uomo di Atlantide (Man from Atlantis) – serie TV, episodio 1x10 (1977)
- CHiPs – serie TV, episodio 1x08 (1977)
- Il cane infernale (Devil Dog: The Hound of Hell), regia di Curtis Harrington (1978)
- The Time Machine, regia di Henning Schellerup (1978)
- The Next Step Beyond – serie TV, episodio 1x21 (1978)
- Switch – serie TV, episodio 3x13 (1978)
- Lou Grant – serie TV, episodi 1x17-1x18 (1978)
- The Bob Newhart Show – serie TV, episodio 6x21 (1978)
- Squadra emergenza (Emergency!) – serie TV, episodi 4x20-6x14-7x02 (1975-1978)
- Quincy (Quincy M.E.) – serie TV, episodio 4x17 (1979)
- Delta House – serie TV, episodio 1x05 (1979)
- Alla conquista del west (How the West Was Won) – serie TV, episodi 1x00-3x10 (1976-1979)
- Charlie's Angels – serie TV, episodi 3x04-4x03 (1978-1979)
- Shirley – serie TV, episodio 1x02 (1979)
- Condominium – serie TV, episodi 1x01-1x02 (1980)
- Barnaby Jones – serie TV, episodi 2x21-5x04-8x19 (1974-1980)
- Uno sceriffo contro tutti (Walking Tall) – serie TV, episodio 1x01 (1981)
- The Adventures of Huckleberry Finn, regia di Jack Hively (1981)
- California Gold Rush, regia di Jack Hively (1981)
- The Nashville Grab, regia di James L. Conway (1981)
- Cari professori (Teachers Only) – serie TV, episodio 1x03 (1982)
- Segreti di Madre e Figlia (Secrets of a Mother and Daughter), regia di Gabrielle Beaumont (1983)
- Dallas – serie TV, episodio 6x19 (1983)
- Small & Frye – serie TV, episodio 1x05 (1983)
- Simon & Simon – serie TV, episodio 3x01 (1983)
- Giorno per giorno (One Day at a Time) – serie TV, episodio 9x22 (1984)
- Still the Beaver – serie TV, episodio 1x26 (1985)
- Words by Heart, regia di Robert C. Thompson (1985)
- Delitto in famiglia (Killer in the Mirror), regia di Frank De Felitta (1986)
- I Colby (The Colbys) – serie TV, episodio 2x01 (1986)
- A cuore aperto (St. Elsewhere) – serie TV, episodio 6x03 (1987)
- Troppo forte! (Sledge Hammer!) – serie TV, episodio 2x07 (1987)
- Colombo (Columbo) – serie TV, episodi 4x02-5x02-9x06 (1974-1990)
- L'ispettore Tibbs (In the Heat of the Night) – serie TV, episodi 4x20-5x06 (1991)
- Un catastrofico successo (On the Air) – serie TV, episodio 1x04 (1992)
- Bob – serie TV, episodio 1x04 (1992)
- Quel bambino è mio (There Was a Little Boy), regia di Mimi Leder (1993)
- Dream On – serie TV, episodio 4x02 (1993)
- Delta – serie TV, episodio 1x16 (1993)
- Walker Texas Ranger (Walker, Texas Ranger) – serie TV, episodio 2x22 (1994)
- Harts of the West – serie TV, episodio 1x14 (1994)
- La famiglia Brock (Picket Fences) – serie TV, episodio 4x06 (1995)
- Un detective in corsia (Diagnosis Murder) – serie TV, episodio 3x10 (1996)

## Doppiatori italiani
Nelle versioni in italiano delle opere in cui ha recitato, Bill Zuckert è stato doppiato da:
- Gino Baghetti in Strategia di una rapina
- Mario Pisu in Ada Dallas
- Mario Mastria in Impiccalo più in alto
- Manlio Busoni in Quel fantastico assalto alla banca
- Enzo Consoli in Una ragazza molto brutta
- Valerio Ruggeri in CHiPs
- Arturo Dominici in Charlie's Angels (ep. 3x03)
- Alessandro Sperlì in Charlie's Angels (ep. 4x02)
- Francesco Di Federico in Bastano tre per fare una coppia
- Mario Bardella in Colombo
- Mario Milita in Ace Ventura - L'acchiappanimali